# 三毛猫ホームズのプリマドンナ
『三毛猫ホームズのプリマドンナ』（みけねこホームズのプリマドンナ）は、日本の小説家赤川次郎によって1989年に発表された三毛猫ホームズシリーズの短編集である。

## あらすじ
声楽コンクールの優勝候補である井田貴子が、朝食のサラダに何かを入れられた。もう一度彼女が狙われてはならないと思った審査員の朝倉宗和は、片山義太郎に会場の警備を依頼した。朝倉によると、朝食のときに彼女と接触したのは、無名ながら実力がある丸山恭子だけのようだ。会場では、貴子と恭子をめぐり次々と事件が発生する。

## 主な登場人物
- 片山義太郎 - 警視庁捜査一課のダメ刑事
- 片山晴美 - 義太郎の妹
- 石津刑事 - 晴美に恋をする猫嫌いの刑事
- ホームズ - 三毛猫
- 朝倉宗和 - 日本を代表する指揮者。今回の声楽コンクールの審査委員長。

## 収録作品
- 三毛猫ホームズのプリマドンナ（初出『小説宝石』1988年11月号）
- 三毛猫ホームズのモーニング・コール（初出『小説宝石』1988年7月号）
- 三毛猫ホームズの古時計（初出『小説宝石』1988年4月号）
- 三毛猫ホームズの青春ノート（初出『三毛猫ホームズの青春ノート』 岩波書店岩波ブックレット、1984年11月20日 ISBN 978-4-00-004978-8 ）
著者である赤川次郎の自伝である

## 書誌情報
- 『三毛猫ホームズのプリマドンナ』（光文社 カッパノベルス、1989年1月25日） ISBN 4-334-02797-0
- 『三毛猫ホームズのプリマドンナ』（光文社 光文社文庫、1992年4月20日） ISBN 4-334-71497-8
- 『三毛猫ホームズのプリマドンナ』（角川書店 角川文庫、1994年10月25日） ISBN 4-04-149797-3